# Alicia en el país de las maravillas (película de 1985)
Alicia en el país de las maravillas es una película para televisión dirigida por Harry Harris basada en las novelas fue hecha en Estados Unidos. Las aventuras de Alicia en el país de las maravillas y A través del espejo y lo que Alicia encontró allí.

## Argumento

### Parte 1
Alicia está ayudando a su madre a preparar la mesa para el té. Aunque Alicia está deseosa de tomar parte en la merienda, su madre le dice que todavía es demasiado joven. Triste, la niña sale al exterior de la casa, donde ve al Conejo Blanco y lo sigue hasta su madriguera. 
A través de ella cae a una sala llena de puertas desde donde comenzará sus aventuras en el País de las Maravillas, conociendo a sus alocados habitantes y disfrutando de las distintas canciones que le cantan a la joven. 
Finalmente, en el juicio contra la Sota de Corazones, la Reina de Corazones ordena a los Soldados Naipe atacar a Alicia. Mientras huye de los Naipes, Alicia aparece mágicamente en la verde pradera frente a su casa, pero al dirigirse a ella encuentra un libro cuyo texto libera a una horrible criatura, El Galimatazo.

### Parte 2
Tras haber liberado del libro al Galimatazo, Alicia se asusta, pero éste desaparece al dejar a un lado su miedo. Una vez fuera de la casa. Se adentra en una tierra donde se está llevando a cabo una gran partida de ajedrez. 
La Reina Roja le comunica a Alicia que puede jugar como el peón de la Reina Blanca para ser coronada como reina al llegar a la octava casilla. A lo largo de su nueva aventura, Alicia se topa con más alocados personajes 
Al llegar a la octava casilla, Alicia es coronada como reina, dando a empezar el gran banquete en su honor. Pero toda felicidad acaba en desastre cuando el Galimatazo hace acto de presencia, provocando caos en el evento. Finalmente, Alicia afronta sus miedos haciendo que el Galimatazo desaparezca, despertando así de su sueño. 
Después de sus soñadas aventuras, su madre le comunica la buena noticia de que ha decidido que puede tomar el té con los adultos. Cuando Alicia va a prepararse, mira al espejo de su casa y ve a los chiflados personajes que ha conocido en sus dos aventuras despidiéndose de ella mientras cantan una canción en su honor.

## Reparto

### Parte 1: Alice in Wonderland
| Actor                | Personaje                      | Notas         |
| -------------------- | ------------------------------ | ------------- |
| Natalie Gregory      | Alice                          |               |
| Sheila Allen         | Mother                         |               |
| Sharee Gregory       | Sister                         |               |
| Red Buttons          | The White Rabbit               |               |
| Sherman Hemsley      | The Mouse                      |               |
| Donald O'Connor      | The Lory Bird                  |               |
| Charles Dougherty    | The Duck                       |               |
| Shelley Winters      | The Dodo Bird                  |               |
| Billy Braver         | The Eaglet                     |               |
| Scott Baio           | Pat the Pig                    |               |
| Ernie F. Orsatti     | Bill the Lizard                |               |
| Sammy Davis Jr.      | The Caterpillar/Father William |               |
| Scotch Byerley       | Fish Footman                   |               |
| Robert Axelrod       | Frog Footman                   |               |
| Martha Raye          | The Duchess                    |               |
| Imogene Coca         | The Cook                       |               |
| Telly Savalas        | The Cheshire Cat               |               |
| Anthony Newley       | The Mad Hatter                 |               |
| Roddy McDowall       | The March Hare                 |               |
| Arte Johnson         | The Dormouse                   |               |
| Lana Beeson          | Alice (cantando)               | No acreditada |
| Michael Chieffo      | Two of Spades                  |               |
| Jeffrey Winner       | Five of Spades                 |               |
| John Walter Davis    | Seven of Spades                |               |
| Jayne Meadows        | The Queen of Hearts            |               |
| Robert Morley        | The King of Hearts             |               |
| James Joseph Galante | Knave of Hearts                |               |
| Selma Archerd        | The Queen of Diamonds          |               |
| George Savalas       | The Courtier                   |               |
| Candance Savalas     | The Lady in Waiting            |               |
| Sid Caesar           | The Gryphon                    |               |
| Ringo Starr          | The Mock Turtle                |               |
| Troy Jordan          | The Black Cat                  |               |
| Tom McLoughlin       | Jabberwocky                    |               |

### Parte 2: Through The Looking-Glass
| Actor                | Personaje                   |
| -------------------- | --------------------------- |
| Tom McLoughlin       | Jabberwocky                 |
| Natalie Gregory      | Alice                       |
| Ann Jillian          | Red Queen                   |
| Patrick Culliton     | Red King                    |
| Carol Channing       | White Queen                 |
| Harvey Korman        | White King                  |
| Jack Warden          | The Owl                     |
| Sally Struthers      | The Tiger Lily              |
| Donna Mills          | The Rose                    |
| Laura Carlson        | The Daisy                   |
| Merv Griffin         | The Conductor               |
| Patrick Duffy        | The Goat                    |
| Steve Allen          | The Gentleman in Paper Suit |
| Pat Morita           | The Horse                   |
| George Gobel         | The Gnat                    |
| Eydie Gormé          | Tweedle Dee                 |
| Steve Lawrence       | Tweedle Dum                 |
| Karl Malden          | The Walrus                  |
| Louis Nye            | The Carpenter               |
| Kristi Lynes         | Oyster #1                   |
| Desiree Sbazo        | Oyster #2                   |
| Barbie Alison        | Oyster #3                   |
| Janie Walton         | Oyster #4                   |
| Jonathan Winters     | Humpty Dumpty               |
| Tom McLoughlin       | Jabberwocky                 |
| John Stamos          | The Messenger               |
| Ernest Borgnine      | The Lion                    |
| Beau Bridges         | The Unicorn                 |
| Dee Brantlinger      | The Lady of the Court       |
| Don Matheson         | The Red Knight              |
| Lloyd Bridges        | The White Knight            |
| Red Buttons          | The White Rabbit            |
| Jayne Meadows        | The Queen of Hearts         |
| Robert Morley        | The King of Hearts          |
| James Joseph Galante | Knave of Hearts             |
| Anthony Newley       | The Mad Hatter              |
| Roddy McDowall       | The March Hare              |
| Arte Johnson         | The Dormouse                |
| Sheila Allen         | Mother                      |

- Datos: Q2996045